# Karl von Rosenberg (General, 1798)
Karl Friedrich Wilhelm von Rosenberg (* 16. Februar 1798 in Swinemünde; † 9. April 1880 in Berlin) war ein preußischer Generalleutnant.

## Leben

### Herkunft
Karl Angehöriger der Familie Rosenberg. Er war ein Sohn des preußischen Majors Otto Philipp Joseph von Rosenberg (1751–1838) und dessen Ehefrau Anna Barbara, geborene Matthee (1770–1838).

### Militärkarriere
Rosenberg besuchte die Kadettenhäuser in Stolp und Berlin. Am 2. Juni 1813 wurde er als Portepeefähnrich im 2. Reserve-Infanterie-Regiment der Preußischen Armee angestellt und avancierte Anfang November 1813 zum Sekondeleutnant. Während der Befreiungskriege nahm er an den Kämpfen bei Großbeeren, Schmilkendorf, Hoogstraaten, Lier, Ypern, Courtray, Oudenaarde, Soissons, Wavre und Waterloo sowie den Belagerungen von Stettin, Maubeuge, Landrecies, Rocroi und Givet teil. Bei Thießen wurde er verwundet und für Ligny mit dem Eisernen Kreuz II. Klasse ausgezeichnet.
Nach dem Krieg wurde Rosenberg am 21. März 1819 zum Premierleutnant befördert und am 5. Dezember 1821 dem 2. Garde-Regiment zu Fuß aggregiert. Bis Mitte April 1829 stieg er zum Kapitän auf und wurde am 27. September 1829 mit der Ernennung zum Chef der 10. Kompanie in das Kaiser Alexander Grenadier-Regiment versetzt. Mit der Beförderung zum Major kam Rosenberg am 30. März 1840 als zweiter Kommandeur zum III. Bataillons des 1. Garde-Landwehr-Regiment in Konitz. In gleicher Eigenschaft übernahm er dann am 26. März 1841 das I. Bataillon in Königsberg. Daran schloss sich am 16. Januar 1849 eine Verwendung als Bataillonskommandeur im 3. Infanterie-Regiment an. Als Mitte April 1849 Truppen bei Memel zusammengezogen wurde, kommandierte man Rosenburg als Befehlshaber und beauftragte ihn mit der Wahrnehmung der Kommandanturgeschäfte. Am 1. Juni 1849 wurde er von diesem Kommando entbunden. Er avancierte am 19. November 1849 zum Oberstleutnant und am 4. Dezember 1850 folgte seine Ernennung zum Kommandeur des 21. Infanterie-Regiments. In dieser Stellung am 19. April 1851 zum Oberst befördert, wurde Rosenberg am 13. Juli 1854 Generalmajor und Kommandeur der 14. Infanterie-Brigade in Magdeburg. Unter Verleihung des Charakters als Generalleutnant sowie des Roten Adlerordens II. Klasse mit Eichenlaub erhielt Rosenberg am 10. Juni 1856 seinen Abschied mit Pension. Er starb am 9. April 1880 in Berlin.

### Familie
Rosenberg heiratete am 23. November 1822 in Berlin Mathilde Auguste Barby (1798–1858), Tochter des am Friedrich-Wilhelms-Gymnasiums lehrenden Professors Barby (1765–1837). Nach ihrem Tod heiratete er am 6. Dezember 1858 in Schwetz Antonie von Wulffen (* 1838), eine Tochter des Wilhelm Ernst von Wulffen (1799–1874) auf Parlin. und der Amalie von Uttenhoven.